# Waldemar Lucer
Waldemar Lucer (ur. 4 grudnia 1906 w Kopydłowie, zm. 18 marca 1992) – polski duchowny luterański, senior diecezji wrocławskiej Kościoła Ewangelicko-Augsburskiego w PRL.

## Życiorys
Ukończył studia teologiczne na Wydziale Teologii Ewangelickiej Uniwersytetu Warszawskiego i w dniu  13 marca 1932 został ordynowany w Warszawie przez ks. bp. Juliusza Burschego, po czym podjął pracę wikariusza w parafii rypińskiej. Następnie po dwuletnim pobycie w Rypinie, ks. Waldemar Lucer objął administrację parafii w Chełmie Lubelskim, Kamieniu i Mościcach. Po wybuchu II wojny światowej, został w czasie okupacji niemieckiej aresztowany przez gestapo i deportowany do niemieckiego-nazistowskiego obozu koncentracyjnego KL Dachau, gdzie w 1945 zastało go wyzwolenie. Po wojnie powrócił do Lublina, a następnie zaangażował się w organizację parafii ewangelickich na tzw. Ziemiach Odzyskanych. Od 1956 mieszkał w Wałbrzychu, gdzie jako tamtejszy proboszcz pracował także w Dzierżoniowie, Bielawie i Kamiennej Górze. Następnie był proboszczem parafii wrocławskiej. W latach 1958–1979, ks. Waldemar Lucer był także seniorem diecezji wrocławskiej. Był również aktywnym ekumenistą działając w Polskiej Radzie Ekumenicznej. W 1979 przeszedł na emeryturę i osiadł w Warszawie.